# Velika nagrada bratstva
Velika nagrada bratstva (špa. Gran Premio de la Hermandad), također poznat i kao Carrera de la hermandad argentino-chilena (Utrka argentinsko-čilskog bratstva), tradicionalno je godišnje automobilističko natjecanje koje se održava na jugu Čilea i Argentine.
Održava se polovicom kolovoza od 1974. godine. Po vrsti je brzinski reli. Mjesto održavanje je Veliki otok Ognjene zemlje.
Natječu se piloti iz Čilea i Argentine. Dionica koju spaja je Porvenir u Čileu s argentinskim Río Grandeom.
Vremenom se ovo pretvorilo u veliko i glavno športsko natjecanje na Ognjenoj zemlji. Održavalo se neprekidno, čak i za vrijeme Beagleov konflikt zbog kojeg su ove dvije države došle u neprijateljske odnose 1978. godine.

## Povijest
Travnja 1974.: guverner čilske pokrajine Ognjene zemlje Uros Domic zajedno s predsjednikom Cluba de Volantes iz Porvenira Pedrom Vukasovicem kontaktirao je s predsjednikom Automóvil Cluba de Río Grande Víctorom Donosom i poveo zamisao.
Izabrano je da nadnevak održavanja u vrijeme sredine kolovoza, u spomen osloboditelja obiju država, San Martína koji je poginuo na 17. kolovoza i O'Higginsa koji se je rodio 20. kolovoza. Nadnevak tako pada u zimsko vrijeme (na južnoj Zemljinoj polovici), što je izvrsno za vozače relija, zbog snijega i blatnih cesta što vozačima daje nove izazove.

## Staza
Utrka se odvija po posebno odabranim dijelovima argentinske nacionalne ceste Rute Nacional br. 3 te čilske državne ceste te manje poznatim lokalnim cestama. Od početne do završne točke ovog relija ima 413 km. Start je naizmjence u Porveniru i Río Grandeu. Dvije su etape: Porvenir - Río Grande ili Río Grande - Porvenir, ovisno o godini i povratak istom stazom. To traje dva dana. Sudjeluju vozači iz raznih naselja kao što su Punta Arenas, Porvenir, Puerto Natales, Tolhuin, Río Grande, Ushuaia, Río Gallegos, Río Turbio, Cameron, Cerro Sombrero i još neki vozači iz obiju zemalja. Za pripremu vozila povijesno to pada na pilota (binomio o Peña). Trka je stoga zahtjevna s vozačke i s gospodarstvene strane. No, strast vozača i gledatelja je u tom pravcu da je pravi motor samo onaj koji vozi svako izdanje relija.

## Natjecateljske kategorije
- kategorija A: od 0 do 1000 cc.
- kategorija B: od 1001 cc. do 1300 cc.
- kategorija C: od 1301 cc. do 1600 cc.
- kategorija D: od 1601 cc. do 2500 cc.
- kategorija E: Inyección hasta 1600 cc.
- kategorija F: Inyección hasta 2000 cc.
- kategorija G: Integral Promocional.

## Pioniri relija
Prvi vozači koji su se natjecali.
- Argentina:

Nicolás Senkovic i Ema Villaroel na br. 101, Fiat 128; José Cabezas i Juan Gómez na br. 102, Fiat 128; Jorge Fuentes i Matilde Rogosic na br. 103, Fiat 128; Eduardo Carletti i Santiago Mussin na br. 104, Renault 12; Antonio Susñar i Lorenzo Melogno na br. 105, Fiat 128; Juan Maslov i José Cárcamo na br. 106, Renault 12; Ivo Milovic i Gustavo Álvarez na br. 201, Fiat Multicarga 1.6; Leoncio Sáenz i Ana de Sáenz na br. 202, Chevrolet Sedán; Celso Dib i Desenco Utrovisic na br. 204, Chevrolet Sedán; Mario Menéndez i Raúl Fernández na br. 208, Dodge 1500; Eduardo Silva na br. 209, Maveric 72; Juan Carlos Castillo i Roberto Servetto na br. 210, Fiat 125.
- Čile:

Enrique Degrenade i Fernando San Pedro na br. 107, Citroën 3 CV; Simón Vukosic na br. 108, Austin Mini; Esteban Capkovic i Luis Kruman na br. 203, Ford Ranchero; Hugo Cuevas i Roberto Aqueveque na br. 205, Ford Falcon Ranchero; Goyco Maslov i Lorenzo Alasevic na br. 206, Mercedes Benz 220; Franklin Neira i Luis Saldivia na br. 207, Jeep Willys; Marcos Lausic i Eugenio Yasic na br. 211, Ford Ranchero; Víctor Cuevas na br. 212, Internacional.

### Prvi pobjednici
Prvi su prvaci bili Nicolás "China" Senkovic iz Río Grandea u kategoriji A, dok je Goyco Maslov iz Porvenira bio prvak u kategoriji B. Na početku su bile samo dvije kategorije.

### Prvi organizacijski odbor
- za Club de Volantes de Porvenir:

predsjednik: Antonio Vukasovic Tomasovic; dopredsjednik: Pedro Rodríguez; tajnik: José López Cárdenas; rizničar: Víctor Valenzuela Leal; direktor: Marcos Vukasovic Balic; športski povjerenik: Félix Miranda; službeni liječnik: Juan Gross Mansilla; kronomjerač: Guillermo Beros Scholer; za odnose s javnošću: Félix España.
- za Automóvil Club Río Grande:

predsjednik: Víctor Jesús Donoso; dopredsjednik: Antonio Susñar; tajnik: Francisco Rubén Agnes; protajnik: Roque Fernández; tajnik za spise: Leoncio Sáenz; rizničar: Roberto Servetto; prorizničar: Carlos Santana; 1. "vocal": José Luis Cabezas; 2. "vocal": Juan Maslov; 3. "vocal": Héctor Gutiérrez; 4. "vocal": Lorenzo Melogno; 5. "vocal": Carlos Brea; revizor : Luis Héctor Grieco i Miguel Ángel Castro.

## Copa Challenger

### Pobjednici
Ovaj prestižni pehar dobivaju vozači koji su bili dobitnici tri puta uzastopno ili pet puta (bez obzira je li uzastopno ili ne).
- 1983. - Jorge Recalde: osvojio 1981., 1982. i 1983.
- Oreste Boniccioli: pet ne-uzastopnih pobjeda
- 1993. - Daniel Preto: 1991., 1992. i 1993.
- 1996. - Constante Moreno Preto: 1994., 1995. i 1996.
- 2001. - Eduardo Carletti: pet ne-uzastopnih pobjeda
- 2002. - Jorge Finocchio: 2000., 2001. i 2002.
- 2003. - Pablo Capkovic: 2001., 2002. i 2003.[6]
- 2007. - Gastón Bronzovich: 2005., 2006. i 2007.
- 2012 - Daniel Preto: 2010., 2011. i 2012.

## Sva izdanja
| God.   | Sudj. | Arg. | Čil. | Ime i pr.            | A                  | B                 | C                    | D                  | E                  | F               | G                |
| ------ | ----- | ---- | ---- | -------------------- | ------------------ | ----------------- | -------------------- | ------------------ | ------------------ | --------------- | ---------------- |
| 2011.  | 194   | 131  | 63   | Daniel Preto         | Oscar Franco       | Sandro Goich      | Jaime Ilevic         | Jorge Maslov       | Raúl Liscio        | Daniel Preto    |                  |
| 2010.  | 191   | 111  | 80   | Daniel Preto         | Manolito González  | Patricio Gallardo | Mariano Chebel       | Eduardo Mackay     | Dante Stork        | Daniel Preto    | Héctor Almonacid |
| 2009.  | 172   | 101  | 71   | Ángel Benítez        | Juan Villarroel    | Sandro Goich      | Rubén Mauro          | Ángel Benítez      | Matías Bitsch      | Jorge Finocchio |                  |
| 2008.  |       |      |      | Luis Senkovic        | Juan Villarroel    | Nolberto Sánchez  | Mariano Chebel       | Luis Senkovic      | Jorge Ivandic      | Jorge Guic      | Mauro Oyarzo     |
| 2007.  | 163   | 96   | 67   | Gastón Bronzovich    | Andy Cárdenas      | Patricio Gallardo | Luis Barría          | Gastón Bronzovich  | Ángel Benítez      | Jorge Finocchio |                  |
| 2006 . | 155   | 89   | 66   | Gastón Bronzovich    | Daniel Delich      | Goich             | Eduardo Filosa       | Gastón Bronzovich  | Ángel Benítez      |                 |                  |
| 2005.  | 179   | 116  | 63   | Iván Cárdenas        | Luis Barría        | Alfio Cárcamo     | Eduardo Filosa       | Gastón Bronzovich  | Iván Cárdenas      |                 |                  |
| 2004.  | 129   | 84   | 43   | Agustín Vidal        | Daniel Delich      | Pablo Sánchez     | Eduardo Mackay       | Agustín Vidal      | Jorge Finocchio    |                 |                  |
| 2003.  | 172   | 117  | 55   | Ivon Roberts         | Pablo Capkovic     | Pablo Sánchez     | Ivon Roberts         | Daniel Torres      | Ricardo Castro     |                 |                  |
| 2002.  | 166   | 110  | 56   | Gastón Bronzovich    | Pablo Capkovic     | Eduardo Carletti  | Gastón Bronzovich    | Jorge Finocchio    | Ariel Oliveto      |                 |                  |
| 2001.  | 151   | 119  | 32   | Daniel Padín         | Pablo Capkovic     | Eduardo Carletti  | Luis Cuevas          | Jorge Finocchio    | Daniel Padín       |                 |                  |
| 2000.  | 148   | 103  | 45   | Jorge Finocchio      | Juan Ojeda         | Rubén Mauro       | Luis Senkovic        | Jorge Finocchio    |                    |                 |                  |
| 1999.  | 130   | 96   | 28   | Moreno Preto         | Pablo Capkovic     | Ramón Benítez     | Luis Cuevas          | Moreno Preto       |                    |                 |                  |
| 1998.  | 120   | 87   | 33   | Horacio Zentner      | Fabián Villarroel  | Rubén Mauro       | Norberto Pavlov      | Horacio Zentner    |                    |                 |                  |
| 1997.  | 66    | 56   | 10   | Horacio Zentner      | Fabián Villarroel  | Pablo Marini      | Norberto Pavlov      | Horacio Zentner    |                    |                 |                  |
| 1996.  | 55    | 42   | 13   | José Viola           | Santiago Mansilla  | Moreno Preto      | Antonio Susñar       | José Viola         |                    |                 |                  |
| 1995   | 57    | 44   | 13   | Jackie Finocchio     | Silvio Oyarzo      | Moreno Preto      | Juan Bronzovich      | Jackie Finocchio   |                    |                 |                  |
| 1994.  | 87    | 62   | 25   | Moreno Preto         | Víctor Muñoz       | Moreno Preto      | Juan Bronzovich      | Félix España       |                    |                 |                  |
| 1993.  | 91    | 74   | 17   | Daniel Preto         | Nerio Sartini      | Gustavo Sommariva | Daniel Preto         | Marcos Lausic      |                    |                 |                  |
| 1992.  | 67    | 57   | 10   | Daniel Preto         | Julián Castro      | Yanko Masle       | Daniel Preto         |                    |                    |                 |                  |
| 1991.  |       |      |      | Daniel Preto         | Raúl Muñoz         | Antonio Susñar    | Daniel Preto         | Ricardo Castro     |                    |                 |                  |
| 1990.  |       |      |      | Eduardo Schipani     | Juan C. Kalazich   | Osvaldo Tomas     | Eduardo Schipani     | Teodoro Martinic   |                    |                 |                  |
| 1989.  |       |      |      | Jorge Finocchio      | Jorge Manquemilla  | Julio Sarmiento   | Antonio Cuca Visic   | Jorge Finocchio    | Omar Nogar         |                 |                  |
| 1988   |       |      |      | Sergio Bello         | Enrique Seoane     | Gustavo Sommariva | Jorge Finocchio      | Oscar Ruiz         | Sergio Bello       |                 |                  |
| 1987.  |       |      |      | Alfredo Altamirano   | Enrique Seoane     | Víctor Muñoz      | Eduardo Schipani     | Alfredo Altamirano | Oreste Bonicciolli |                 |                  |
| 1986.  |       |      |      | Jackie Finocchio     | Héctor Díaz        | Juan Cano         | Eduardo Carletti     |                    | Jackie Finocchio   |                 |                  |
| 1985.  |       |      |      | Jorge Recalde        | Mario Velázquez    | Iván Kusmanic     | Eduardo Carletti     |                    | Jorge Recalde      |                 |                  |
| 1984.  |       |      |      | Jorge Recalde        | Ricardo Andhers    | Daniel Preto      | Jorge Recalde        |                    |                    |                 |                  |
| 1983.  |       |      |      | Jorge Recalde        | Oreste Bonicciolli | Roberto Orellana  | Jorge Recalde        |                    |                    |                 |                  |
| 1982.  |       |      |      | Jorge Recalde        | Alberto Pérez      | Iván Kusmanic     | Jorge Recalde        |                    |                    |                 |                  |
| 1981.  |       |      |      | Jorge Recalde        | Oreste Bonicciolli | Eduardo Carletti  | Jorge Recalde        |                    |                    |                 |                  |
| 1980.  |       |      |      | Francisco Paco Puget | Jorge Fuentes      | Sergio Kuki Bello | Francisco Paco Puget |                    |                    |                 |                  |
| 1979.  |       |      |      | Ignacio Sundbland    | Oreste Bonicciolli | Roberto Orellana  | Ignacio Sundbland    |                    |                    |                 |                  |
| 1978.  |       |      |      | Sergio Violic        | Roberto Orellana   | Nicolás Senkovic  | Sergio Violic        |                    |                    |                 |                  |
| 1977.  |       |      |      | Moreno Preto         | Héctor Perrone     | Ruggero Preto     |                      |                    |                    |                 |                  |
| 1976.  |       |      |      | Eduardo Carletti     | Mario Velásquez    | Eduardo Carletti  | Juan C. Cabrera      |                    |                    |                 |                  |
| 1975.  |       |      |      | Ivo Milovic          | Nicolás Senkovic   | Ivo Milovic       |                      |                    |                    |                 |                  |
| 1974.  | 20    |      |      | Nicolás Senkovic     | Nicolás Senkovic   | Goyco Maslov      |                      |                    |                    |                 |                  |

## Vanjske poveznice
- Službene stranice Gran Premija de la Hermandad  Arhivirana inačica izvorne stranice od 7. siječnja 2010. (Wayback Machine)